# Самаратунга
Самаратунга (д/н — 832) — хаджі (цар) Шривіджаї близько 782—832 роках, 5-й магараджа Матараму у 819—832 роках.

## Життєпис
Походив з династії Шайлендерів. Син Дхараніндри, магараджи Матараму. Одружився з Деві Тара (Тарадеві), донькою Дхармасету, хаджі Шривіджаї. Після смерті останнього 782 року посів трон Шивіджаї. Активно продовжував експансію на Малайському півострові та в долині Меконгу й Сіамській затоці. Між 800 і 802 роками призначив Джаявармана II васальним царем Індрапури. Встановив зверхність над державою Лаво.

Шривіджая за часів Самаратунги

819 року відсторонив свого брата Самарагравіру, ставши наступим магараджею Матараму. Цим було засновано могутню імперію у Південносхідній Азії. Його ім'я згадується в написі двома мовами (санскритом і давньояванською) Карангтенгах, датованому 26 травня 824 року, як будівника священної буддистської споруди під назвою Венувана («Бамбуковий ліс»), щоб помістити кремований прах свого батька. Продовжив розбудову масивного буддійського монумента Боробудур.
Помер 832 року. Йому спадкував син Балапутрадева.